# Lutros
Lutros (gr. Λουτρός, tur. Bademliköy) – wieś na Cyprze, w dystrykcie Nikozja.